# CLC (zespół muzyczny)
CLC (kor. 씨엘씨) – południowokoreańska grupa wykonująca muzykę k-pop założona przez wytwórnię Cube Entertainment. W skład grupy oryginalnie wchodziło siedem członkiń: Seunghee, Yujin, Seungyeon, Yeeun, Eunbin, Elkie i Sorn. Elkie odeszła z zespołu w lutym 2021 roku, a w listopadzie 2021 roku wytwórnia ogłosiła odejście Sorn, po rozwiązaniu jej ekskluzywnego kontraktu.
Nazwa zespołu jest skrótem od CrystaL Clear. Zespół zadebiutował oficjalnie 19 marca 2015 roku z minialbumem First Love i promującym go singlem „Pepe”.
W grudniu 2015 roku zdobyły nagrodę KPOP Rookie na rozdaniu nagród Korean Culture & Entertainment.

## Historia

### Przed debiutem
W 2011 roku tajska członkini grupy, Sorn, wygrała pierwszy sezon programu K-Pop Star Hunt, co dało jej możliwość późniejszego ćwiczenia swoich umiejętności jako stażystka pod skrzydłami wytwórni Cube Entertainment. Seungyeon oraz Seunghee we współpracy z Yoseobem (członkiem grupy BEAST) wydały utwór „Perfume” w pierwszej części projektu Cube Voice. Seunghee, w duecie z Sungjae, nagrała również utwór pt. „Curious” wchodzący w soundtrack dramy Plus Nine Boys, wystąpiła też w kilku teledyskach grupy BTOB.
Pod koniec 2014 roku grupa rozpoczęła serię ulicznych występów dobroczynnych zorganizowanych z myślą o niepełnosprawnych dzieciach.

### 2015: Debiut z albumemFirst Love,Eighteen,Question
W dniu 8 grudnia 2014 roku Cube Entertainment oznajmiło, że planuje debiut żeńskiej grupy składającej się z członkiń różnych narodowości. Jeszcze w tym samym miesiącu agencja ogłosiła datę debiutu i przedstawiła pierwszą członkinię grupy – Sorn pochodzącą z Tajlandii. Dziewczyny po raz pierwszy wystąpiły ze swoimi utworami („Pepe” oraz „First Love”) 18 marca w Acts Hotel, w Seulu, a następnego dnia miały swój oficjalny debiut w programie muzycznym. Oprócz tego, do sprzedaży trafił również ich pierwszy mini-album – First Love.
16 kwietnia CLC wydały swój singel – „Eighteen”, po raz pierwszy wystąpiły z nim 17 kwietnia.
28 maja tego samego roku, dziewczyny wydały swój drugi mini-album – Question. Jedna z piosenek z krążka – „Hide and Seek” została skomponowana przez IIhoona, członka grupy od Cube. Ent – BTOB. W dniu wydania albumu, CLC po raz pierwszy wystąpiły ze swoją Piosenką „Like” w programie muzycznym.

### 2016: Nowe członkinie,Refresh, japoński debiut,NU.CLEARiChamisma
24 lutego 2016 Cube Entertainment ogłosiło, że zespół powróci 29 lutego z dwoma nowymi członkiniami – Elkie oraz Eunbin. CLC powróciły z minialbumem Refresh i singlem „High Heels”, jednak Kwon Eunbin nie wzięła udziału w promocjach z powodu udziału w programie Produce 101.
13 kwietnia 2016 CLC zadebiutowały w Japonii z albumem High Heels, w którego skład weszły japońskie wersje kilku dotychczasowych piosenek oraz cover piosenki Kylie Minogue „I Should Be So Lucky”.
Trzy miesiące po wydaniu trzeciego minialbumu zespół powrócił z kolejnym, NU.CLEAR, tym razem promując się z piosenką „No Oh Oh” już w pełnym składzie.
27 lipca 2016 CLC wydały drugi album w języku japońskim – Chamisma.

### 2017–2018:Crystyle,FREE’SMiBlack Dress
27 grudnia 2016 roku Cube Entertainment zapowiedziało nowy minialbum CLC, o odnowionym image’u i innej koncepcji od obranych dotychczas przez grupę. Poinformowano także, że nowy album CLC ma na celu pokazać bardziej charyzmatyczny, hip-hopowy i elegancki wizerunek. 4 stycznia 2017 roku, CLC opublikowały okładkę minialbumu, zatytułowanego Crystyle, który został wydany 17 stycznia 2017 roku, z głównym singlem „Hobgoblin”. W tworzeniu tej płyty CLC były wspomagane przez Hyunę.
Szósty minialbum, FREE’SM, ukazał się 3 sierpnia. Album został zainspirowany przez girlsbandy Fin.K.L i S.E.S. Składa się z sześciu utworów, a głównym singlem jest z ballada R&B „Where Are You?” (kor. 어디야?). Członkinie zaprezentowały w ten sposób nowy image, kontrastujący z poprzednią koncepcją z „Hobgoblin”.
1 lutego 2018 roku grupa wydała cyfrowy singel „To The Sky”, jako utwór promujący ich nadchodzący minialbum. Siódmy minialbum, zatytułowany Black Dress, ukazał się 22 lutego. CLC zorganizowały swój trzeci jubileuszowy koncert Black Dress 1 kwietnia. Był to koncert charytatywny, w ramach którego uczestnicy przekazali darowizny na rzecz Stowarzyszenia Diabetyków. 20 lipca odbył się koncert CLC Live Show In Hong Kong 2018 – Black Dress na stadionie Macpherson w Hongkongu.
17 listopada CLC zostały mianowane ambasadorkami „Korea Insulin Dependent Diabetes Association”.

### 2019–2022:No.1, odejście członkiń i rozwiązanie zespołu
30 stycznia 2019 roku CLC wydały ósmy minialbum, pt. No.1, z głównym singlem zatytułowanym „No”. Piosenka została wyprodukowana i napisana przez należącą do tej samej wytwórni Jeon So-yeon i Yeeun. Płyta uplasowała się na piątym miejscu listy Billboard World Albums.
Utwór „No” przyniósł grupie pierwsze zwycięstwo w programie muzycznym The Show.
29 maja grupa wydała cyfrowy singel pt. „Me”. Piosenka została napisana przez Yeeun i MosPick. 6 września CLC wydały kolejny cyfrowy singel „Devil”, do którego Yeeun również współtworzyła tekst.
1 marca 2020 roku Billboard poinformował, że single „Me” i „Devil” zadebiutowały na odpowiednio 5. i 7. miejscu na liście US World Digital Songs, miesiące po ich oficjalnych wydaniach, a „Me” został drugim najlepiej sprzedającym się utworem K-popowym w tym tygodniu (po „Black Swan” zespołu BTS).
13 sierpnia Cube Entertainment ogłosiło, że CLC powrócą 2 września z nowym wydawnictwem. 20 sierpnia CLC opublikowały nowe logo oraz oficjalne kolory, a 2 września ukazał się pierwszy single album grupy zatytułowany Helicopter.
25 grudnia 2020 r. Elkie wysłała do Cube Entertainment zawiadomienie prawne z żądaniem rozwiązania jej umowy. Powiedziała, że nie zapłacono jej za działalność aktorską, a Cube Entertainment zaprzestało „wspierać rozwój” CLC, zawieszając przyszłe aktywności zespołu. 3 lutego 2021 roku Cube Entertainment potwierdziło w oficjalnym oświadczeniu, że Elkie nie jest już członkinią CLC, a jej umowa z firmą została rozwiązana.
7 czerwca 2021 roku SPOTV News poinformowało, że Yujin weźmie udział w nowym programie Mnetu – Girls Planet 999.
13 sierpnia Yujin wyjawiła w programie Girls Planet 999, że grupa nie będzie już miała żadnych aktywności w przyszłości. 16 listopada Cube Entertainment ogłosiło odejście Sorn z grupy, po rozwiązaniu jej ekskluzywnego kontraktu.
18 marca 2022 roku wytwórnia ogłosiła, że Seungyeon i Yeeun postanowiły nie przedłużać swoich kontraktów z firmą. 20 maja Cube Entertainment ogłosiło, że zespół CLC oficjalnie zakończy działalność się 6 czerwca 2022 roku.

## Członkinie
| Pseudonim   | Pseudonim | Prawdziwe imię   | Prawdziwe imię                | Data urodzenia            | Pozycja                                         | Pochodzenie      |
| Latynizacja | Hangul    | Latynizacja      | Hangul/Alfabet tajski/chiński | Data urodzenia            | Pozycja                                         | Pochodzenie      |
| ----------- | --------- | ---------------- | ----------------------------- | ------------------------- | ----------------------------------------------- | ---------------- |
| Seunghee    | 승희      | Oh Seung-hee     | 오승희                        | 10 października 1995(dts) | Główna wokalistka                               | Korea Południowa |
| Yujin       | 유진      | Choi Yu-jin      | 최유진                        | 12 sierpnia 1996(dts)     | Tancerka prowadząca, wokalistka, twarz grupy    | Korea Południowa |
| Seungyeon   | 승연      | Chang Seung-yeon | 장승연                        | 6 listopada 1996(dts)     | Liderka, główna tancerka, wokalistka prowadząca | Korea Południowa |
| Yeeun       | 예은      | Jang Yeeun       | 장예은                        | 10 sierpnia 1998(dts)     | Główna raperka, wokalistka                      | Korea Południowa |
| Eunbin      | 은빈      | Kwon Eun-bin     | 권은빈                        | 6 stycznia 2000(dts)      | Wokalistka, maknae                              | Korea Południowa |

### Byłe członkinie
| Pseudonim   | Pseudonim | Prawdziwe imię     | Prawdziwe imię                | Data urodzenia         | Pozycja                                | Pochodzenie |
| Latynizacja | Hangul    | Latynizacja        | Hangul/Alfabet tajski/chiński | Data urodzenia         | Pozycja                                | Pochodzenie |
| ----------- | --------- | ------------------ | ----------------------------- | ---------------------- | -------------------------------------- | ----------- |
| Elkie       | 엘키      | Chong Ting Yan     | 莊錠欣                        | 2 listopada 1998(dts)  | Główna wokalistka, tancerka prowadząca | Hongkong    |
| Sorn        | 손        | Chonnasorn Sajakul | ชลนสร สัจจกุล                   | 18 listopada 1996(dts) | Wokalistka prowadząca                  | Tajlandia   |

## Dyskografia

### Minialbumy
Koreańskie
- First Love (2015)
- Question (2015)
- Refresh (2016)
- NU.CLEAR (2016)
- Crystyle (2017)
- FREE’SM (2017)
- Black Dress (2018)
- No.1 (2019)

Japońskie
- High Heels (2016)
- Chamisma (2016)

### Single album
- Helicopter (2020)

### Single
Koreańskie
- „Pepe” (2015)
- „Eighteen” (2015)
- „Like” (kor. 궁금해) (2015)
- „High Heels” (kor. 예뻐지게) (2016)
- „No Oh Oh” (kor. 아니야) (2016)
- „Hobgoblin” (kor. 도깨비) (2017)
- „No” (2019)
- „Me” (kor. 美) (2019)
- „Devil” (2019)

Japońskie
- „High Heels” (2016)
- „Chamisma” (2016)

### Współpraca
| Rok  | Tytuł                    | Członkini zespołu   | Artysta                      | Album/ Singiel                    |
| ---- | ------------------------ | ------------------- | ---------------------------- | --------------------------------- |
| 2012 | „Beacuse You’re the One” | Sorn                | G.NA                         | Oui                               |
| 2013 | „Perfume”                | Seunghee, Seungyeon | Yang Yoseob ft. Cube Girls   | Cube Voice Project                |
| 2014 | „Curious”                | Seunghee            | Yook Sungjae                 | Plus Nine Boys OST                |
| 2016 | „Don’t matter”           | Eunbin              | Hualyeogangsan               | Produce 101 – 35 Girls 5 Concepts |
| 2016 | „After the play is over” | Elkie               | Lee Changsub ft. Lee Minhyuk | After The Play Ends OST           |

### Soundtracki
| Rok  | Tytuł                    | Album                   | Uczestniczący              |
| ---- | ------------------------ | ----------------------- | -------------------------- |
| 2014 | „Curious”                | Plus Nine Boys OST      | Seunghee & Sung Jae (BTOB) |
| 2015 | „Remember Your Wish”     | Ar:piel OST             | CLC                        |
| 2015 | „지금은 연구중”          | Ar:piel OST             | CLC                        |
| 2016 | „Pounding Love”          | Choco Bank OST          | CLC                        |
| 2016 | „After the play is over” | After The Play Ends OST | Elkie                      |

## Wideografia

### Teledyski
| Rok  | Tytuł                        |
| ---- | ---------------------------- |
| 2015 | „Pepe”                       |
| 2015 | „Like”                       |
| 2016 | „High Heels (Short Ver.)”    |
| 2016 | „High Heels”                 |
| 2016 | „High Heels (Japanese Ver.)” |
| 2016 | „No Oh Oh”                   |
| 2016 | „Chamisma”                   |
| 2017 | „Hobgoblin”                  |
| 2017 | „Where are you?”             |
| 2018 | „BLACK DRESS”                |
| 2019 | „No”                         |
| 2019 | „Me”                         |
| 2019 | „Devil”                      |

### Gościnnie
| Rok  | Tytuł piosenki                                        | Artysta                                 | Członkinie                         |
| ---- | ----------------------------------------------------- | --------------------------------------- | ---------------------------------- |
| 2013 | 2nd Confession                                        | BTOB                                    | Seunghee                           |
| 2014 | G.NA’s Secret, Beep Beep, The Winter’s Tale           | G.NA, BTOB                              | Yoojin, Seungyeon, Yeeun, Seunghee |
| 2015 | Family (z B1A4 i GOT7), Remember Your Wish, KIMISHIKA | SMART CF, Ar:piel OST, Dongwoon (Beast) | CLC, CLC, Yeeun                    |

## Filmografia

### Variety shows
| Rok  | Program                                                                  | Członkinie | Stacja     |
| ---- | ------------------------------------------------------------------------ | ---------- | ---------- |
| 2015 | Weekly Idol                                                              | CLC        | MBC Every1 |
| 2015 | Music Bank’s Stardust                                                    | CLC        | KBS1       |
| 2015 | Running Man                                                              | Yeeun      | SBS        |
| 2015 | Let’s Go! Dream Team Season 2                                            | Seungyeon  | KBS2       |
| 2015 | 2015 Idol Star Athletics Ssireum Basketball Futsal Archery Championships | CLC        | MBC        |
| 2015 | Real Men (Female Special)                                                | Yujin      | MBC        |
| 2015 | Comedy Big League                                                        | Yujin      | tvN        |
| 2016 | 2016 Idol Star Athletics Ssireum Futsal Archery Championships            | CLC        | MBC        |

## Nagrody i nominacje

### Golden Disk Awards
| Rok  | Nominowany artysta | Nagroda          | Wynik         |
| ---- | ------------------ | ---------------- | ------------- |
| 2016 | CLC                | New Artist Award | w oczekiwaniu |

### Korean Culture Entertainment Award
| Rok  | Nominowany artysta | Nagroda      | Wynik   |
| ---- | ------------------ | ------------ | ------- |
| 2015 | CLC                | Rookie Award | wygrana |

### MelOn Music Awards
| Rok  | Nominowany artysta | Nagroda                | Wynik     |
| ---- | ------------------ | ---------------------- | --------- |
| 2016 | CLC                | Best New Female Artist | Nominacja |

### Mnet Asian Music Awards
| Rok  | Nominowany artysta | Nagroda                                             | Wynik     |
| ---- | ------------------ | --------------------------------------------------- | --------- |
| 2015 | CLC                | Best New Female Artist, UnionPay Artist of the Year | Nominacja |

### Seoul Music Awards
| Rok  | Nominowany artysta | Nagroda                                                                 | Wynik         |
| ---- | ------------------ | ----------------------------------------------------------------------- | ------------- |
| 2016 | CLC                | New Artist Award, Popularity Award, Hallyu Special Award, Bonsang Award | w oczekiwaniu |